# Aviației
Aviaţiei est un district de la ville de Bucarest.